# Kari Rueslåtten
Kari Rueslåtten (ur. 3 października 1973) – norweska wokalistka.

## Edukacja
Od 14 roku życia uczęszczała do szkoły muzycznej, gdzie uczyła się śpiewu klasycznego. Jako szesnastolatka zaczęła śpiewać w zespole rockowym, ze współpracy z którym zrezygnowała.

## Kariera piosenkarska

### Jako wokalistka grup rockowych
W 1992 roku, wraz z Olavem Holthe (gitara), Runem Hoemsnesem (perkusja), Trondem Engumem (gitara) i Geirem Nilssenem (gitara) założyła miejscowy, death-metalowy zespół Nightfall. Potem wraz z basistą Jarlem Dretvikiem, w 1993 roku, rozpoczęli pracę pod szyldem The 3rd and the Mortal. Razem nagrali dwa albumy: debiutancki Sorrow dla Head Not Found Records, oraz Tears Laid In Earth dla Voices Of Wonder w 1994.
Rok później Kari opuściła zespół. Zaczęła współpracować z black-metalowym zespołem Sigurda Wongravena (Satyricon) i Gylve Nagella (Fenriz, Darkthrone). Nagrała wspólnie z grupą Storm album Nordavind. Następnie podjęła się pracy nad solowym projektem, inspirowanym norweskim folkiem i klasycznym rockiem.

### Kariera solowa
W 1995 roku ukazał się jej debiutancki solowy krążek Kari Demo Recordings 1995. Album wyszedł w skromnym nakładzie, jednak zyskał uznanie, co zapoczątkowało kontrakt Kari z firmą Sony Music w 1996 roku. Ponowiono wtedy produkcję pierwszego albumu Kari.
W styczniu 1997 roku pojawiła się płyta Spindelsinn, z utworami wyłącznie w języku norweskim. Przyjęła się znakomicie na rynku, a single "I menens favn" i "Spindelsinn" grane były na okrągło przez norweskie stacje radiowe. Połączenie nordyckiej muzyki folkowej i popu przyniosło Kari dużą popularność w Skandynawii.
Pod koniec 1997 roku przeprowadziła się z Trondheim do Oslo, gdzie mieszka do dziś. Kolejny album nagrany tym razem w całości po angielsku – Mesmerized – pojawił się 5 października 1998 roku, wydany również przez wytwórnię Sony Music. Przyniósł on Kari uznanie nie tylko w Skandynawii, ale także i w Europie. Utwory z owej płyty mają brzmienie bardziej popowe niż z poprzednich krążków, a całość otacza łagodna, melodyjna akustyka. W 1997 roku została nominowana do tytułu Najlepszej Wokalistki na Norwegian Grammy Awards i do tytułu Najlepszej Artystki na Norwegian Hit-Awards.
W 2002 roku ukazał się kolejny album Pilot wydany dzięki GMR, który odbiega już od folkowych klimatów z poprzednich płyt. Jest magiczną mieszanką electro, dark wave i osobistego, oryginalnego stylu artystki. Z albumu Pilot ukazał się singel "Exile”. Do tej piosenki został nakręcony także teledysk.
W 2005 roku ukazał się nowy album zatytułowany Other People’s Stories. Artystka twierdzi, że inspiracją do pisania tekstów piosenek były historie różnych ludzi. Dźwięk jest melodycznym połączeniem gitar akustycznych, elektroniki i słowiczego śpiewu Kari. Każdy utwór jest zaopatrzony we własną, wyjątkową aurę, która sprawia iż są to niepowtarzalne opowieści, które łączą się jednak w spójną całość. Album zdobył II miejsce w rankingu najlepszych norweskich płyt roku 2005.
Mężem Kari jest Frode Flemsæter, z którym ma córkę Agnes (ur. 27 stycznia 2007). Kari kończy również studia, ale planuje nagrywanie kolejnych płyt.

## Dyskografia

### Dokonania solowe
- Time to tell (2014)
- Other People's Stories (2005)
- Pilot (2002)
- Mesmerized (1998)
- Demo Recordings – REEDYCJA (1997)
- Spindelsinn (1997)
- Demo Recordings 1995 (1995)

### The 3rd and the Mortal
- Tears Laid in Earth (1994)
- Sorrow (1994)
- demo (1993)

### Israelvis
- Albino Blue (1993)
- Mutilation (EP)(1993)